# Perrigny-lès-Dijon
Perrigny-lès-Dijon település Franciaországban, Côte-d’Or megyében. Lakosainak száma 2321 fő (2022. január 1.). Perrigny-lès-Dijon Marsannay-la-Côte, Couchey, Fénay és Fixin községekkel határos.

## Népesség
A település népességének változása:
| Lakosok száma | 726  | 1039 | 1381 | 1479 | 1624 | 1800 | 1915 | 2138 | 2178 | 2321 |
|               | 1968 | 1982 | 1990 | 2006 | 2013 | 2015 | 2017 | 2019 | 2020 | 2022 |